# St.-Johannes-Kathedrale (’s-Hertogenbosch)

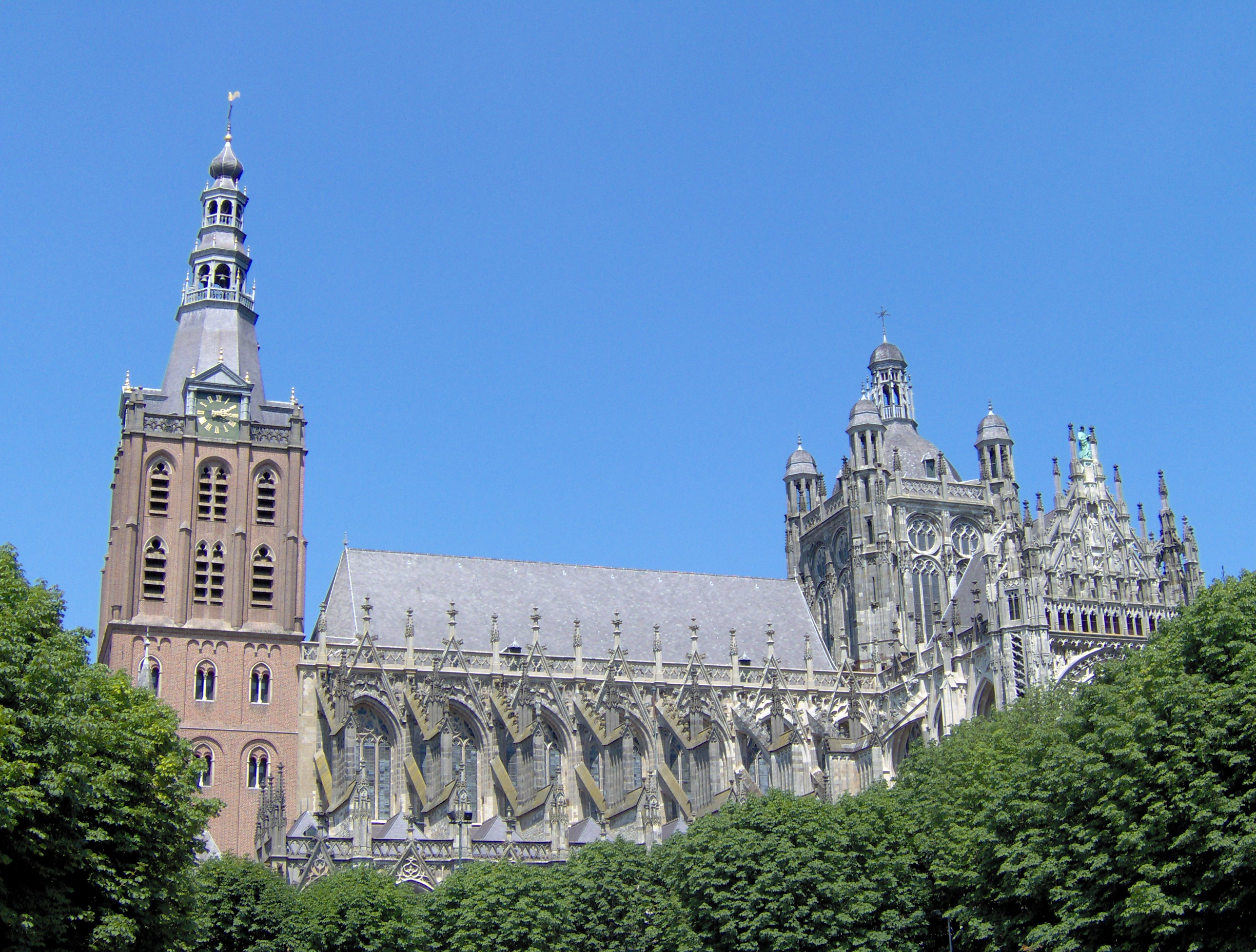
St. Johannes-Kathedrale

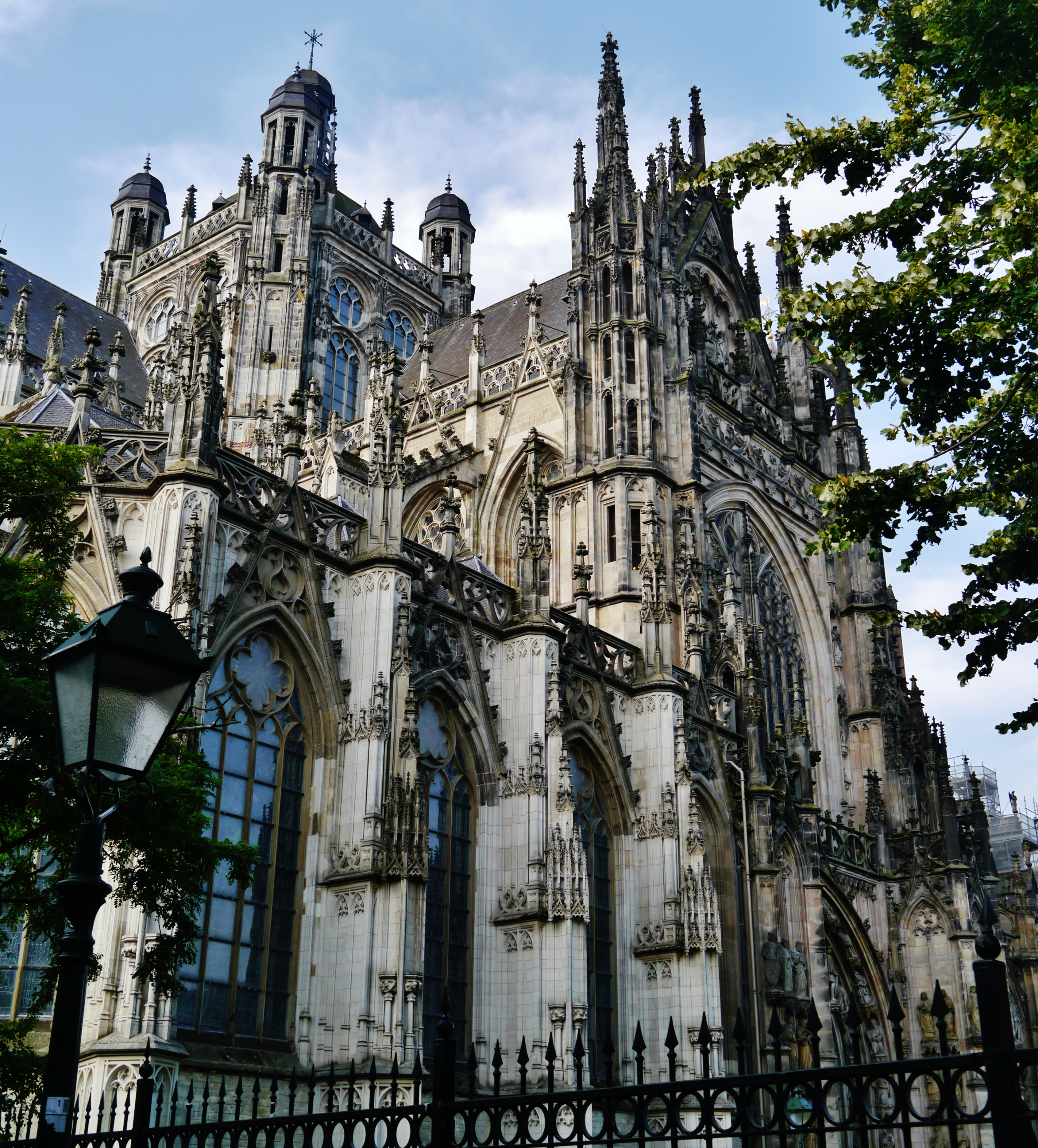
Chor, Nordquerhaus, Vierung

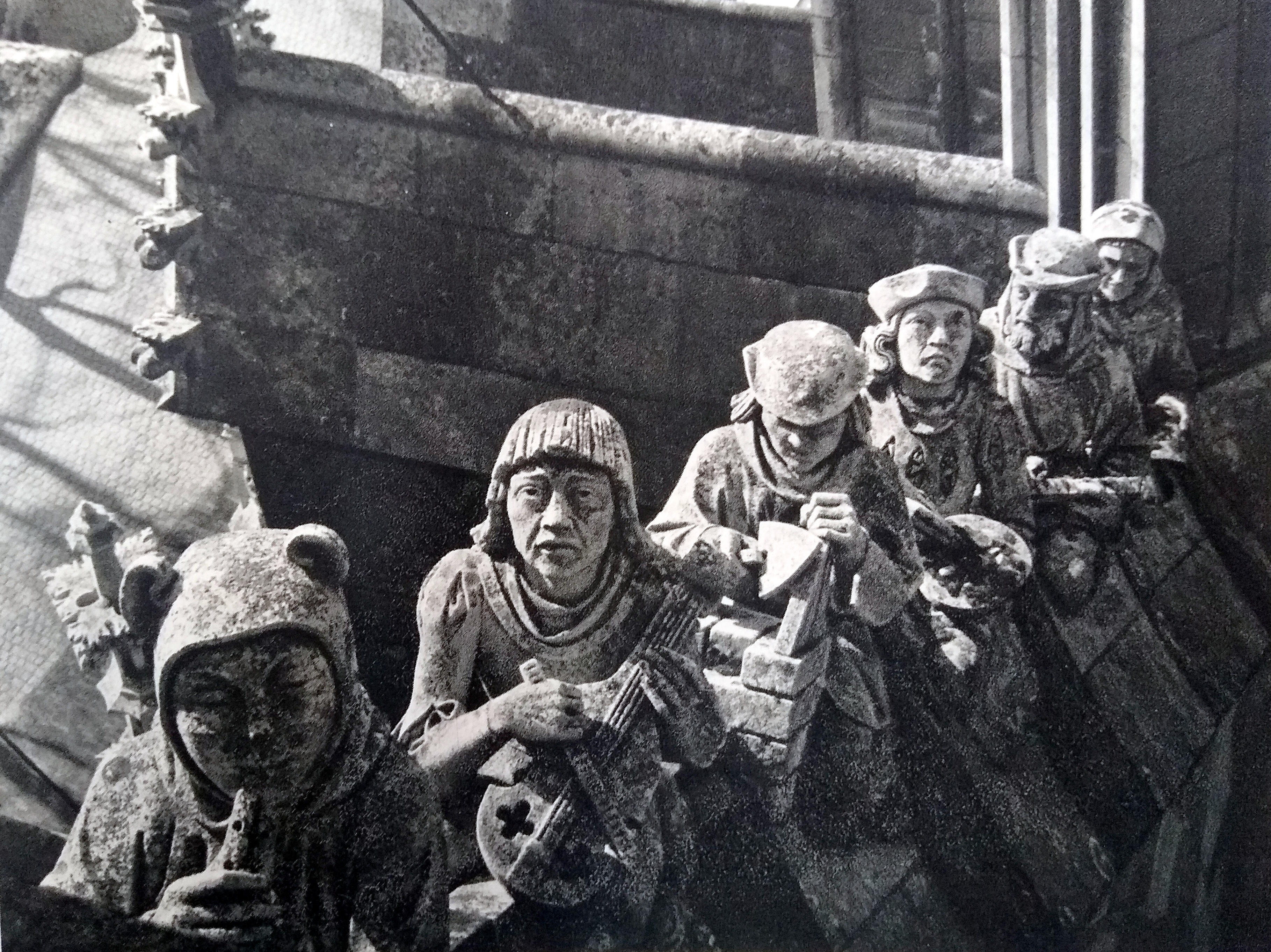
Strebebogen mit Figurendarstellung

Die St.-Johannes-Kathedrale (niederländisch Sint-Janskathedraal) ist eine römisch-katholische, gotische Kathedrale im Zentrum der niederländischen Stadt ’s-Hertogenbosch. Sie gilt als Höhepunkt der Brabanter Gotik in den Niederlanden und wurde zum Rijksmonument erklärt.

## Geschichte

Pieter Jansz. Saenredam Cathedral of Saint John at ’s-Hertogenbosch (1646)

Die Kirche war zunächst eine Pfarrkirche ohne besonderen Rang. Sie wurde wohl im ersten Viertel des 13. Jahrhunderts als romanischer Bau aus Naturstein errichtet, „blauem Stein“ und „weißem Stein“, die Ende des 15. Jahrhunderts beim Abriss des Erstbaus als gewonnene Materialien erwähnt werden. Der noch heute erhaltene Westturm der Kirche wurde zwischen 1240 und 1250 aus Backstein errichtet, nur einzelne Bauelemente aus Naturstein. Da die Materialkombination im Detail nicht dekorativ ist, wird ein farbiger Anstrich vermutet. Der Turm hatte ein rundbogiges romanisches Westportal, das im 14. Jahrhundert durch ein größeres gotisches Portal ersetzt wurde, jedoch waren und sind die rundbogigen Zwillingsfenster er ursprünglich obersten Geschosse schon in frühgotisch-spitzbogige Blenden gefasst.

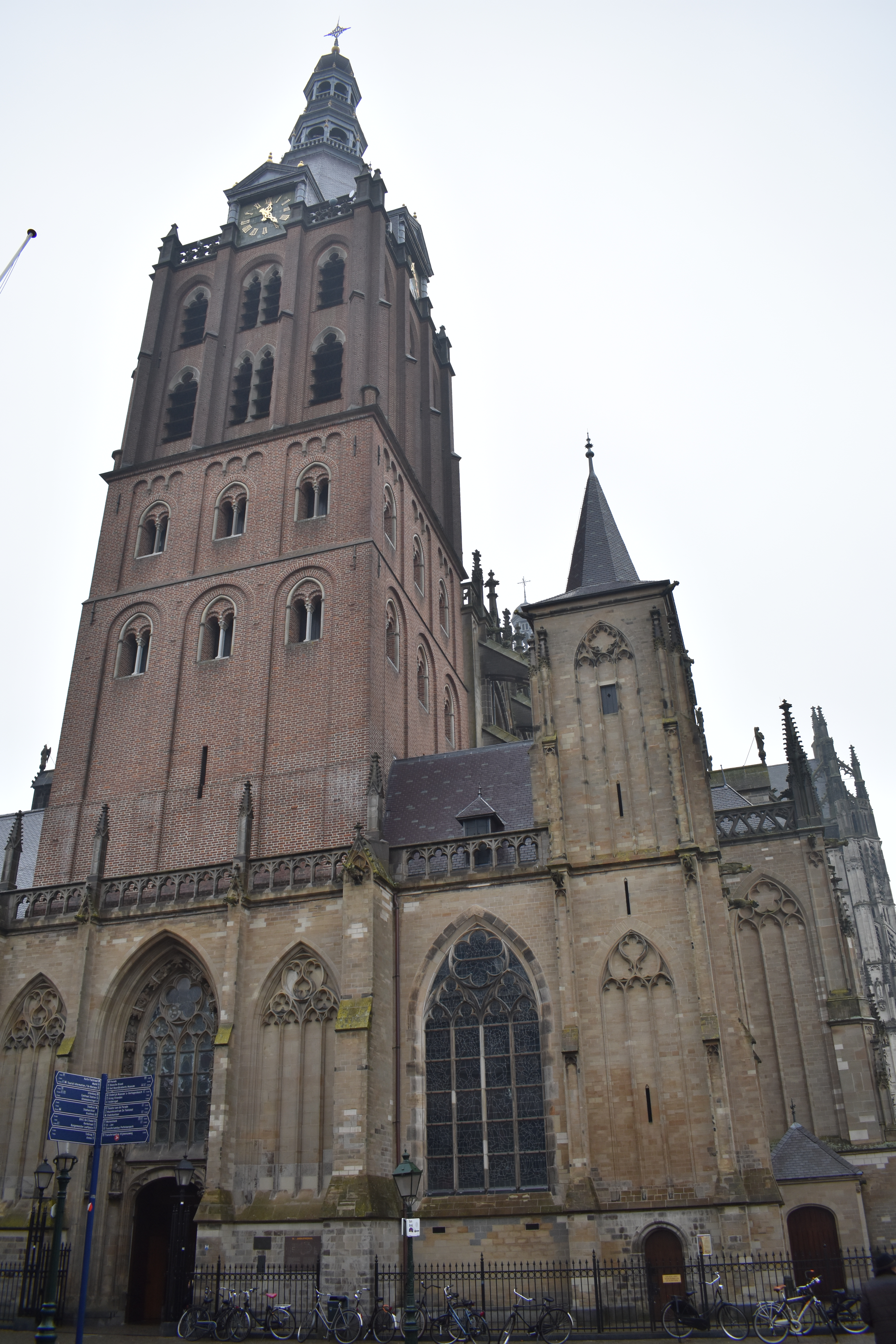
Backsteinturm im Westen

Bei den nächsten Erweiterungen in gotischem Stil wurden die neuen Gebäudeteile zwar in Backstein aufgeführt, aber verblendet, im Sockelbereich mit Kalkstein aus der Gegend um Namur, oberhalb mit Eifeltuff; um 1268 wurde die heutige Marienkapelle nördlich an den Turm gebaut, 1280–1312 wurde der Chor verlängert und mit zwei Nebenchören versehen, einer davon 1318 von der Liebfrauenbruderschaft genutzt. Dieser erste gotische Chor hatte zwei Flankentürme. Unklar ist, ob es eventuell zwei Anläufe zur Chorverlängerung gab, einen 1280 und einen kurz nach 1300.
Nach der Erhebung zur Stiftskirche wurde diese erste bzw. zweite Kirche ab 1350 von Osten her Stück für Stück durch den heutigen, von Willem van Kessel entworfenen Bau in prächtiger Brabanter Gotik ersetzt. Der Mauerkern ist auch bei dieser heutigen Basilika aus Backstein, jedoch ist sie innen wie außen mit Sandstein verblendet und reich mit Steinmetz- und Bildhauerarbeiten verziert. Eine Besonderheit bilden die Strebebögen, die teils mit Pflanzen, teils mit rittlings darauf sitzenden Figuren verziert sind, was wie eine Darstellung des Jüngsten Gerichts erscheint. Auch an anderen Ecken und Winkeln des Außenbauwerks sind zahlreiche originelle figürliche Darstellungen versteckt.
Zwischen 1472 und 1495 wurde durch die Räumung von Nachbargrundstücken eine Verlängerung des Kirchenschiffs nach Westen vorbereitet, mit davor zu setzendem Turm oder Turmpaar. Für die 1495 von einer Kölner Gießerei gelieferten Glocken erhöhte man den alten Turm in Backstein um zwei spätgotische Glockengeschosse, was zunächst als Provisorium gedacht war. Gegen 1520 war das Schiff fertiggestellt. Zwischen 1521 und 1529 erhielt der Vierungsturm eine hohe hölzerne Spitze mit zwei Laternengeschossen.
Um 1580 zeigt ein Kupferstich in den Civitates Orbis Terrarum von Georg Braun und Frans Hogenberg die Kirche mit zwei jeweils in einer Zwiebel endenden hohen Turmspitzen, von denen die des Vierungsturms zwei laternenartige Geschosse aufweist.

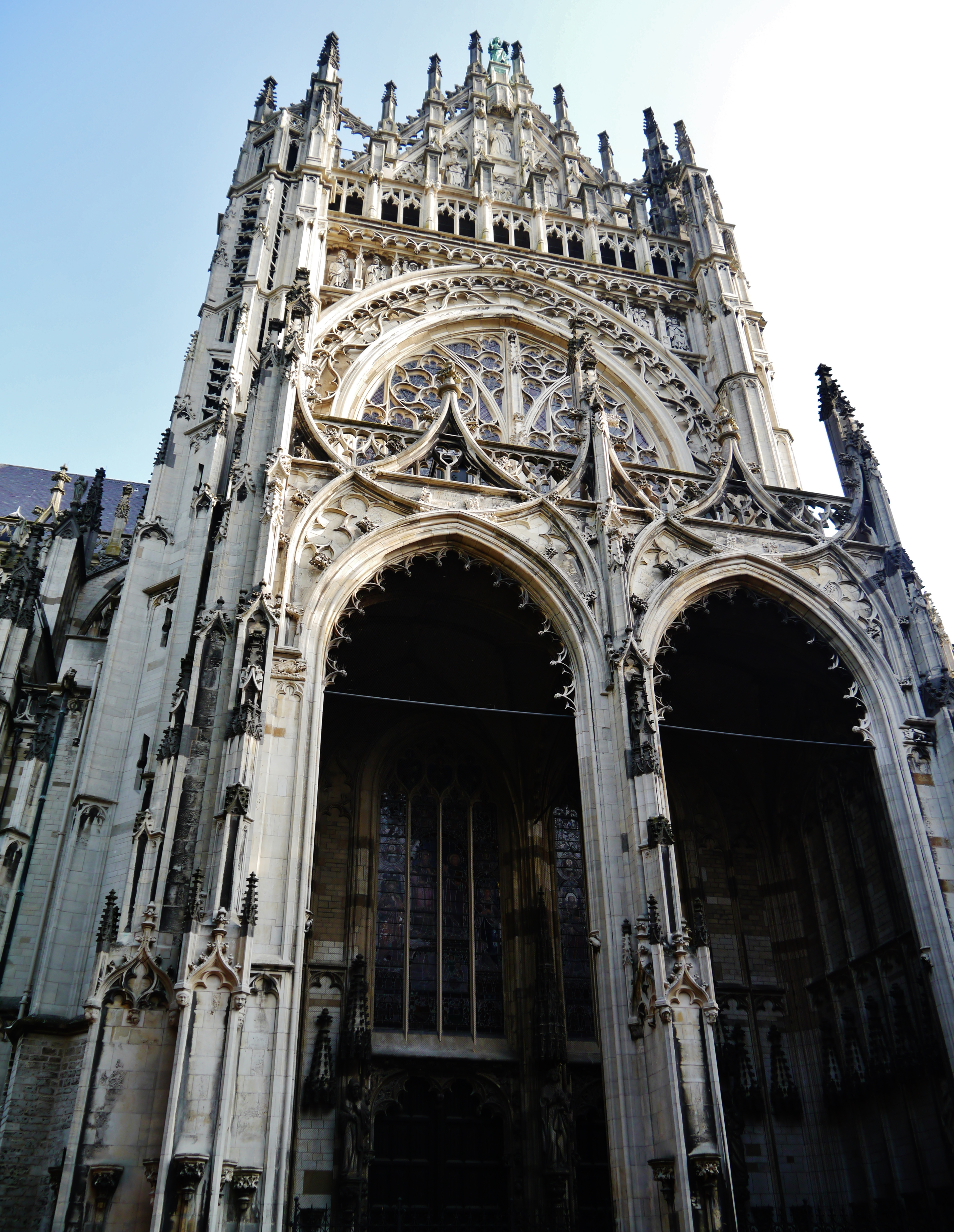
Vorhalle des Südportals

1559 wurde das Bistum Utrecht zum Erzbistum erhoben und in mehrere Suffragane aufgeteilt. Damit wurde die Sint-Janskerk  zur Kathedrale des neu gegründeten Bistums ’s-Hertogenbosch.

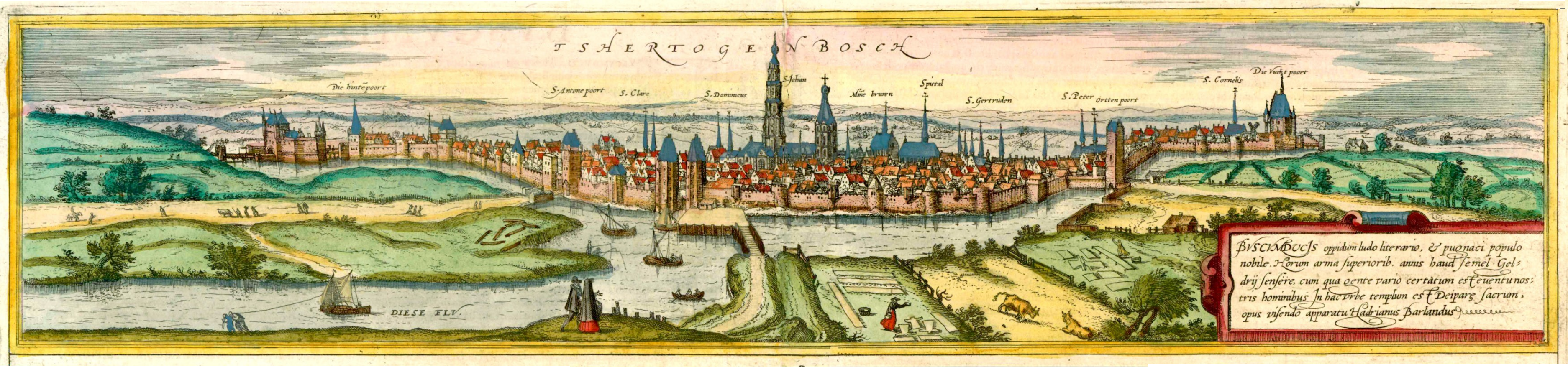
’s-Hertogenbosch um 1580 mit hohen Spitzen auf Vierungsturm und Westturm der Kathedrale

Am 15. Juli 1584 schlug ein Blitz in den Vierungsturm ein und verursachte einen Großbrand, der viele Teile der Kirche schwer beschädigte, auch die Spitze des Westturms vernichtete. Bei der Wiederherstellung erhielt der Vierungsturm seine heutige Spitze, die das Mauerwerk  nicht weit überragt, und der Westturm den heutigen Renaissancehelm.
Zwischen 1629 und 1813 wurde die Kirche von einer kleinen reformierten Gemeinde genutzt, die mit der Unterhaltung des großen Bauwerks überfordert war. Seit der Gleichstellung aller Konfessionen in den Niederlanden gehört das Gebäude wieder der katholischen Kirche.
Von 1859 bis 1864 wurde eine erste Restaurierung durchgeführt. In den 1920er Jahren wurde die Außenhaut des romanischen und gotischen Backsteinturms ersetzt. Am 26. Juni 1929 erhielt die Kirche den Ehrentitel Basilika minor. Der Innenraum wurde von 1961 bis 1985 der restauriert. Seit 2000 läuft eine weitere Sanierung.

## Ausstattung
Im Inneren der Kirche befinden sich ein im Jahre 1492 von Aert van Tricht geschaffenes Taufbecken und eine bedeutende Orgel. Neben der Ausstattung des Innenraums imponiert das Gebäude durch seine Größe (die Länge beträgt ca. 115 m) und seine reich mit Steinskulpturen geschmückten Fassaden.
Seit 2007 sind über dem westlichen Eingang auf einem Bleiglasfenster die New Yorker Terroranschläge vom 11. September 2001 als Sinnbild der Hölle zu sehen.
Seit April 2011 ist an der Südfassade der Kathedrale die Statue eines Engels mit Handy zu sehen. Ein Hinweisschild verweist auf eine Telefonnummer, unter der man „den Engel“ anrufen kann.

### Orgel

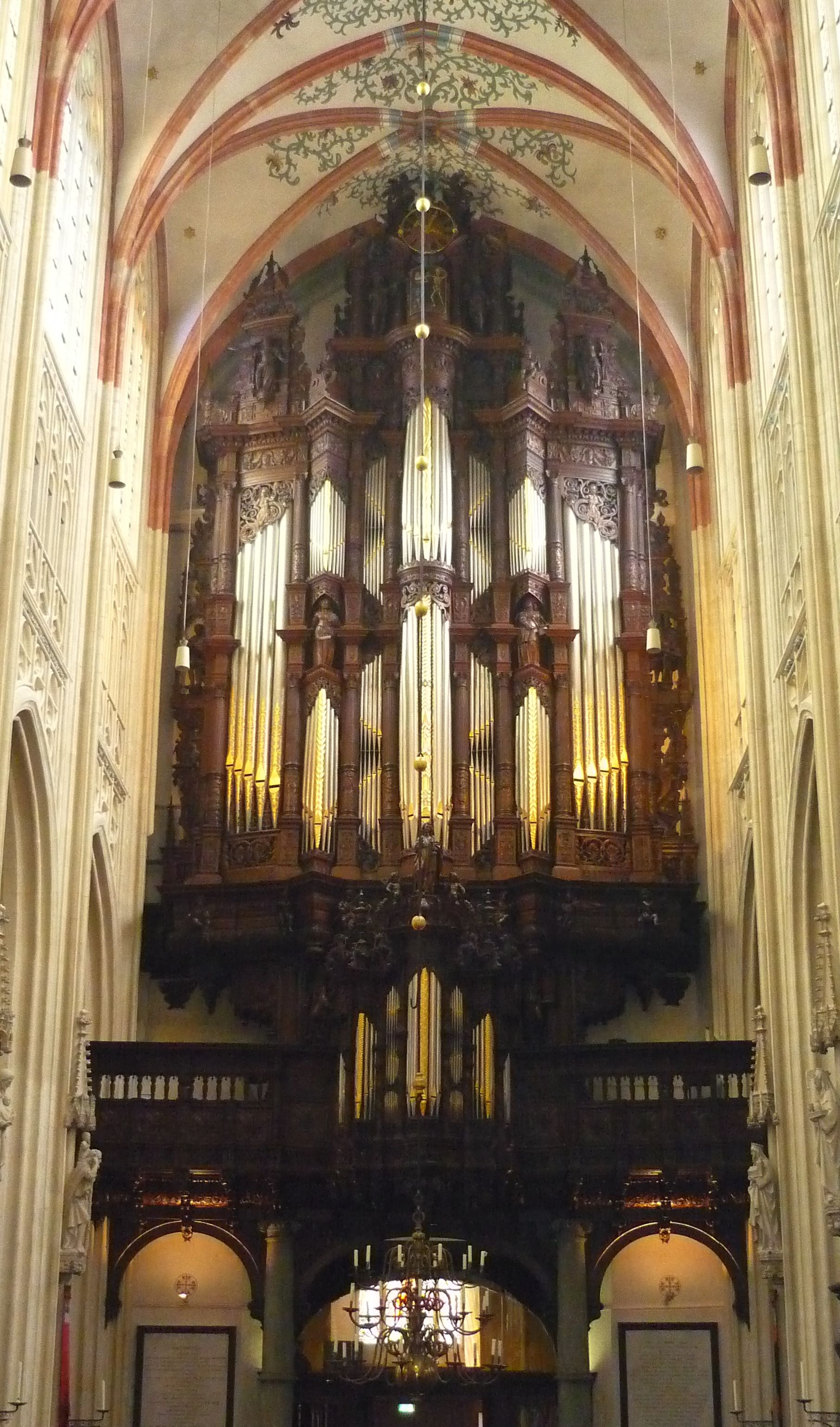
Orgel mit einem der berühmtesten Prospekte in den Niederlanden

Nachdem im Jahre 1584 bei einem Turmbrand die alte Orgel der Kathedrale zerstört worden war, wurde 1618 der renommierte Graver Orgelbauer Florentius Hocque mit dem Bau eines neuen Orgelwerks für 9.600 Gulden beauftragt. Die nötigen Steinmetzarbeiten sollte Joris Deur ausführen, als Schreiner wurde Frans Simonsz verpflichtet, und die bemerkenswerten Bildhauerarbeiten wurden von Georg Schysler geschaffen. Diese äußeren Arbeiten wurden mit weiteren 2.850 Gulden veranschlagt. Der Aufbau der Orgel dauerte von 1620 bis 1622. Die Abnahme fand erst 1634 statt. Da Hocque 1632 verstorben war, hatte sein Schüler Hans Goltfuss die Orgel vollendet. Das Gutachten darüber fiel so negativ aus, dass man empfahl, Goltfuss auszuzahlen und einen anderen Orgelbauer zu suchen, um die Fehler zu beseitigen. Galtus Germer und sein Sohn Germer Galtus von Hagerbeer überarbeiteten dann das Instrument zwischen dem 27. April und dem 1. November 1634. Diesmal wurde die Orgel abgenommen.
Nach einem deutlichen Niedergang des Instrumentes durch schlechte Pflege nahm Cornelis Hoornbeeck von 1715 bis 1718 einen Umbau vor. Mit ihm zusammen arbeitete Christian Müller an der Orgel, der später die Wartung und weitere kleine Veränderungen übernehmen sollte. Erneut folgt eine Phase des Niedergangs, bis zwischen 1775 und 1777 Anastasius Meinhards aus Frankenberg eine Überholung vornahm. Dabei wurde dem Instrument jedoch eher Schaden zugefügt. Nach langen Beratungen konnte am 21. Juni 1784 mit dem Orgelbauer Antonius Friedrich Gottlieb Heyneman der Vertrag über einen erneuten Umbau geschlossen werden, der einem Neubau gleichkam. Ende des Jahres 1787 wurde die Orgel abgenommen.
Einige Reparaturen und Modifikationen wurden im Laufe des 19. Jahrhunderts vorgenommen, bis schließlich 1897 der Zustand des Instrumentes und der Zeitgeschmack einen weiteren Neubau verlangten. Die Gebrüder Franssen aus Roermond schufen bis 1902 ein Instrument in romantischem Stil mit pneumatischer Traktur und acht Hochdruckstimmen auf 300 mm Winddruck. Die schlechte Qualität der Anlage führte schließlich 1945 dazu, dass die Orgel nicht bespielbar war. Zwischen 1951 und 1953 baute die Firma Verschueren Orgelbouw aus Heythuysen ein als Universalorgel konzipiertes Werk minderer Qualität mit elektropneumatischer Traktur ein. Ab 1977 bemühte man sich um eine Restaurierung der Orgel. Man entschied sich, weitgehend den Zustand von 1787 zu rekonstruieren. Die Orgelbaufirma Flentrop in Zaandam wurde damit beauftragt. Schließlich konnte 1984 die Orgel in ihrer heutigen Form eingeweiht werden. Sie enthält immer noch zahlreiche Pfeifen aus dem 17. und 18. Jahrhundert. Auch der Prospekt ist erhalten, der zu den prachtvollsten barocken Orgelgehäusen überhaupt zählt. Das Instrument hat heute 48 Register auf drei Manualen und Pedal.
| I Rückpositiv C–f3 |    |
| Praestant          | 8′ |
| Bourdon            | 8′ |
| Quintadena         | 8′ |
| Fluyttravers       | 8′ |
| Octaaf             | 4′ |
| Fluyt dous         | 4′ |
| Super Octaaf       | 2′ |
| Flageolet          | 1′ |
| Mixtuur V          |    |
| Sexquialter II     |    |
| Trompet            | 8′ |
| Dulciaan           | 8′ |
|                    |    |
| Tremulant          |    |

| II Hauptwerk C–f3 |        |
| Praestant         | 16′    |
| Bourdon           | 16′    |
| Praestant         | 8′     |
| Holpyp            | 8′     |
| Octaaf            | 4′     |
| Tertiaan          | 3 1⁄5′ |
| Quint             | 3′     |
| Super Octaaf      | 2′     |
| Mixtuur VII       |        |
| Trompet           | 16′    |
| Trompet           | 8′     |

| III Oberwerk C–f3 |     |
| Quintadena        | 16′ |
| Praestant         | 8′  |
| Roerfluyt         | 8′  |
| Viola di Gamba    | 8′  |
| Octaaf            | 4′  |
| Open fluyt        | 4′  |
| Quintfluyt        | 3′  |
| Open fluyt        | 2′  |
| Super Octaaf      | 2′  |
| Sexquialter II    |     |
| Carillon III      |     |
| Cornet V          |     |
| Trompet           | 8′  |
| Vox Humana        | 8′  |
| Hautbois          | 8′  |
|                   |     |
| Tremulant         |     |

| Pedal C–f1 |     |
| Praestant  | 32′ |
| Praestant  | 16′ |
| Bourdon    | 16′ |
| Octaaf     | 8′  |
| Gedekt     | 8′  |
| Octaaf     | 4′  |
| Bazuyn     | 16′ |
| Trompet    | 8′  |
| Clairon    | 4′  |
| Cornet     | 2′  |

- Koppeln: II/I, I/II, III/II, I/P, II/P
- Alle Mixturen durchgehend terzhaltig.
- Stimmung: Gleichstufig mit a1 = 415 Hz.

Im Chor der Kirche befindet sich eine Orgel im französisch-romantischen Stil mit 28 Registern auf zwei Manualen und Pedal und in der Sakramentskapelle ein Instrument mit 6 geteilten Registern.
- Kerkbestuur Parochie Binnenstad ’s-Hertogenbosch (Hrsg.): De restauratie van het grote orgel in de kathedrale basiliek van Sint Jan te ’s-Hertogenbosch. ’s-Hertogenbosch 1984.